# Luca Lanotte
Luca Lanotte (Milán, 30 de julio de 1985) es un deportista italiano que compite en patinaje artístico, en la modalidad de danza sobre hielo.
Ganó una medalla de oro en el Campeonato Mundial de Patinaje Artístico sobre Hielo de 2014 y cinco medalla en el Campeonato Europeo de Patinaje Artístico sobre Hielo entre los años  2013 y 2017.
Participó en tres Juegos Olímpicos de Verano, entre los años 2010 y 2018, ocupando el sexto lugar en Sochi 2014 y el sexto en Pyeongchang 2018, en la prueba de danza sobre hielo.

## Palmarés internacional
| Campeonato Mundial | Campeonato Mundial        | Campeonato Mundial | Campeonato Mundial |
| Año                | Lugar                     | Medalla            | Categoría          |
| ------------------ | ------------------------- | ------------------ | ------------------ |
| 2014               | Saitama (Japón)           | Medalla de oro     | Danza sobre hielo  |
| Campeonato Europeo |                           |                    |                    |
| Año                | Lugar                     | Medalla            | Categoría          |
| 2013               | Zagreb (Croacia)          | Medalla de bronce  | Danza sobre hielo  |
| 2014               | Budapest (Hungría)        | Medalla de oro     | Danza sobre hielo  |
| 2015               | Estocolmo (Suecia)        | Medalla de plata   | Danza sobre hielo  |
| 2016               | Bratislava (Eslovaquia)   | Medalla de plata   | Danza sobre hielo  |
| 2017               | Ostrava (República Checa) | Medalla de plata   | Danza sobre hielo  |